# Plásticos de ingeniería

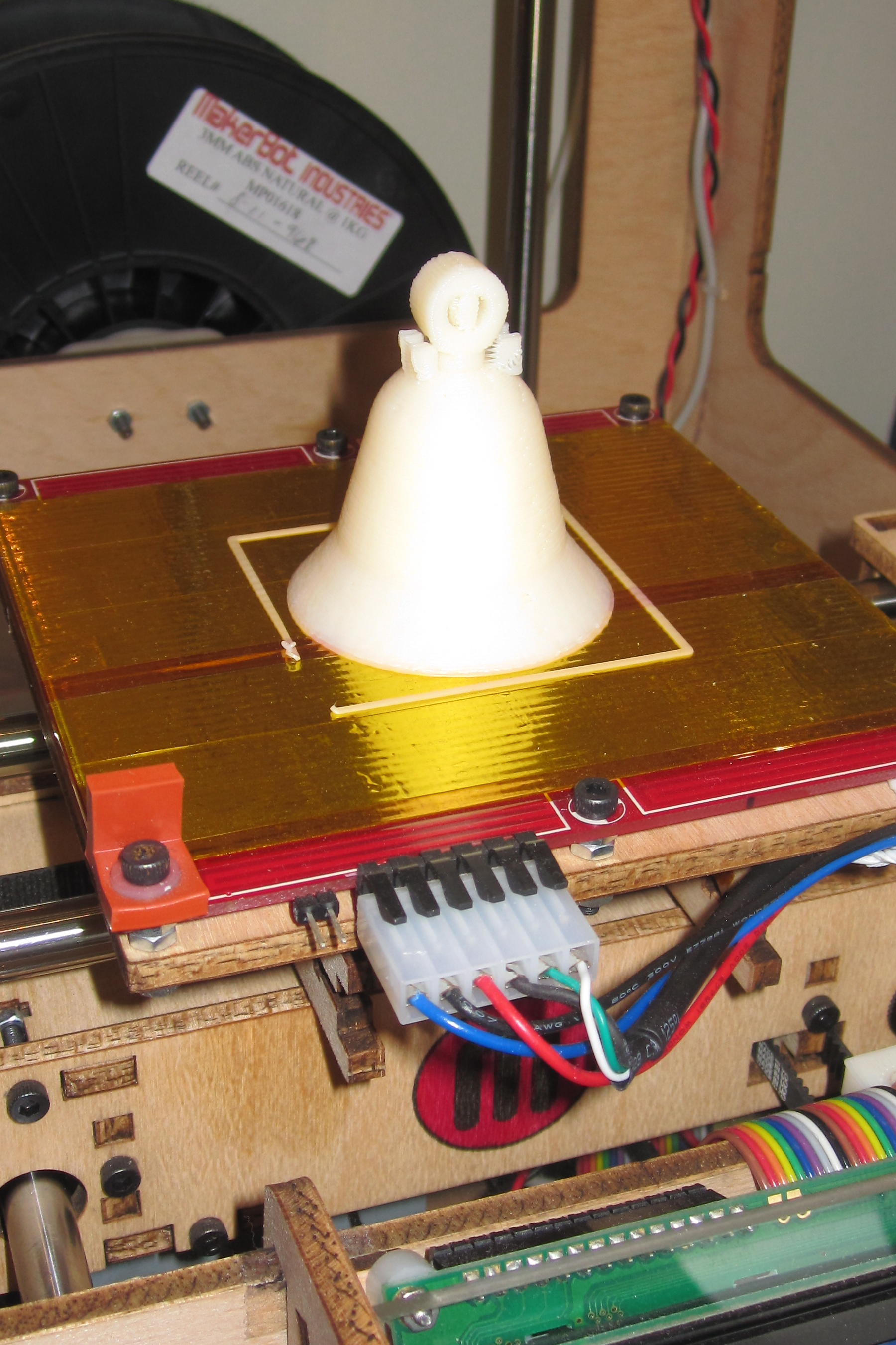
Una campana 3D de ABS fabricada con una impresora 3D

Los plásticos de ingeniería son un grupo de materiales plásticos que tienen mejores propiedades mecánicas y / o térmicas que los plásticos básicos más utilizados (como el poliestireno, el PVC, el polipropileno y el polietileno). Al ser más caros, los plásticos de ingeniería se producen en cantidades más bajas y tienden a usarse para objetos más pequeños o aplicaciones de bajo volumen (como piezas mecánicas), en lugar de para extremos a granel y de alto volumen (como envases y empaques). El término generalmente se refiere a materiales termoplásticos en lugar de materiales termoestables. Los ejemplos de plásticos de ingeniería incluyen acrilonitrilo butadieno estireno (ABS), utilizado para parachoques de automóviles, molduras de tablero y ladrillos de Lego; policarbonatos, utilizados en cascos de motocicleta; y poliamidas (nylon), usadas para esquís y botas de esquí. Los plásticos de ingeniería han reemplazado gradualmente a los materiales de ingeniería tradicionales como la madera o el metal en muchas aplicaciones. Además de igualarlos o superarlos en peso / resistencia y otras propiedades, los plásticos de ingeniería son mucho más fáciles de fabricar, especialmente en formas complicadas. El mercado global de plásticos de ingeniería está valorado en $ 57.2 mil millones en 2014 y se espera que alcance $ 91.78 mil millones en 2020 a una tasa de crecimiento anual compuesta de 8.2%.

## Lista de plásticos de ingeniería
- Acrilonitrilo butadieno estireno (ABS)
- Nylon 6
- Nylon 6,6
- Poliamida (PA)
- Tereftalato de polibutileno (PBT)
- Policarbonato (PC)
- Polieteretercetona (PEEK)
- Polietercetona (PEK)
- Tereftalato de polietileno (PET)
- Poliimida
- Polioximetileno plástico / Acetal
- Sulfuro de polifenileno (PPS)
- Óxido de polifenileno (PPO)
- Polisulfona (PSU)
- Politetrafluoroetileno (PTFE / Teflón)
- Polimetilmetacrilato (PMMA)